# Derzsenye
Derzsenye (szlovákul Drženice) község Szlovákiában, a Nyitrai kerület Lévai járásában.

## Fekvése
Lévától 13 km-re északkeletre, az Ipolymenti-dombság északi részén fekszik.

## Története
1296-ban említik először. A Derzsenyei, Hódossy, Eszterházy és Boronkay családok birtoka. 1554-ben 9 háztartás volt a faluban. Régi temploma 1657-ben épült. 1715-ben már malom és 28 háztartás létezett itt. 1828-ban 66 házában 398 lakos élt. Lakói mezőgazdasággal és szőlőtermesztéssel foglalkoztak. A 18.–19. században üvegkohó működött a község területén. A faluban a Konkoly-Thege családnak volt egykor kúriája.
Vályi András szerint "DERSENYE. Drsenitze. Tót falu Hont Vármegyében, földes Ura Hertzeg Eszterházy Uraság, lakosai katolikusok, és evangelikusok, fekszik Báthoz nem meszsze, mellynek filiája, határja gazdag, ’s minden javai lévén, szőleje hutája is van, méltán első Osztálybéli."
Fényes Elek szerint "Derzsenye, Hont m. tót falu, Báthoz 1/2 mfd. 58 kath., 345 evang. lak. Evang. anyatemplom. Van szőlőhegye, erdeje, üveghutája. F. u. hg. Eszterházy."
A trianoni békeszerződésig Hont vármegye Báti járásához tartozott.

## Népessége
| Év:            | 1994. | 2004.   | 2014.   | 2024.   |
| -------------- | ----- | ------- | ------- | ------- |
| Emberek száma: | 431   | 417     | 380     | 389     |
| Eltérés:       |       | -3,24 % | -8,87 % | +2,36 % |

| Év:            | 2023. | 2024.   |
| -------------- | ----- | ------- |
| Emberek száma: | 386   | 389     |
| Eltérés:       |       | +0,77 % |

1880-ban 334 lakosából 39 magyar és 278 szlovák anyanyelvű volt.
Disznós 87 lakosából 16 magyar és 63 szlovák anyanyelvű volt.
1890-ben 344 lakosából 79 magyar és 258 szlovák anyanyelvű volt.
Disznós 89 lakosából 16 magyar és 71 szlovák anyanyelvű volt.
1900-ban 378 lakosából 33 magyar és 345 szlovák anyanyelvű volt.
1910-ben 342 lakosából 112 magyar és 229 szlovák anyanyelvű volt.
1921-ben 333 lakosából 20 magyar és 312 csehszlovák volt.
1930-ban 352 lakosából 3 magyar és 349 csehszlovák volt.
1991-ben 429 lakosából 4 magyar és 424 szlovák volt.
2001-ben 410 lakosából 4 magyar és 402 szlovák volt.
2011-ben 383 lakosából 10 magyar és 370 szlovák volt.
2021-ben 382 lakosából 3 (+1) magyar, 350 (+1) szlovák, 1 (+4) cigány, 1 (+2) egyéb és 27 ismeretlen nemzetiségű volt.
Hozzá tartoznak Mahó és Peres puszták.

## Neves személyek
- Itt szolgált Hajnóczy Sámuel, Hajnóczy József édesapja.[6]
- Itt szolgált Fuchs Sámuel evangélikus lelkész.[7]

## Nevezetességei
- Evangélikus temploma 1857-ben épült, késő klasszicista stílusban. Klasszicista oltára 1770-ben készült.
- Határában halastó is található.
- A községben a borászatnak nagy hagyományai vannak.